# Hódmezővásárhelyi művésztelep
Hódmezővásárhelyi művésztelep (1908-tól)

## Jellemzése
1908-ban költözött Tornyai János Rudnay Gyulával Hódmezővásárhelyre, Pásztor János szobrásszal is ebben az időszakban kötöttek barátságot. Az alföldi iskola alkotóival (Endre Béla , Holló László,  Koszta József, Mednyánszky László, Nagy István) karöltve illetve az ő művészeti örökségükön alakult meg a hódmezővásárhelyi művésztelep. 1934-ben, Tornyai János festői pályájának 50. jubileumi ünnepsége alkalmából megalakították Hódmezővásárhelyen a Tornyai János Társaságot, melynek egyik lelkes alapítója és szervezője Kohán György volt. Nem előzmények nélküli, egyszeri alapítás eredménye a hódmezővásárhelyi művésztelep, egy folyamatos, időnként lanyhuló, máskor fellángoló művészetpártolás húzódik meg mögötte.
A művésztelep 1953-tól rendezi meg Őszi tárlatait, az Alföldön működő festők munkáit itt mutatják be. A nagyalföldi tájat és a paraszti élet mindennapjait ábrázolják dekoratív vagy konstruktív stílusban, vagy teljességgel modern stílusirányokban. 1957-től nyaranként a mártélyi alkotóházakba vonulnak ki, melyek mintegy kirajzásai a hódmezővásárhelyi művésztelepnek. A mártélyi Holt-Tisza partján való alkotás sem előzmények nélkül való, az alföldi festők, Tornyai János, Rudnay Gyula is felfedezték a mártélyi Holt-Tisza partjának szépségeit. Rudnay Gyula több tanítványa megfordult itt, köztük Barcsay Jenő. A legmodernebb festészeti irányzatokat alkotó módon követő Endre Béla 18 nyáron át festett Mártélyon, 1910-1928 között.
Alakult két alkotóház Mártélyon  a század második felében (1957-től a Képzőművészeti Alap hozta létre), melyek „mártélyi művésztelep”, majd „szabadiskola” címen működnek. Alkotásaikat  Hódmezővásárhelyen, a Tornyai János Múzeum szervezésében a Nyári Tárlatokon mutatják be. Az utóbbi évtizedekben leginkább az Alföldi Galériában, a múzeum 1985-ben létesített kiállítóhelyén. A mártélyi alkotóházakban magyarországi művészek mellett időszakosan jeles vajdasági, erdélyi és német festők is alkotnak, s természetesen jönnek ide művészek Budapestről és az ország minden tájáról.

## A művésztelep képzőművészei (válogatás)
- Barkász Lajos (1884–1960)

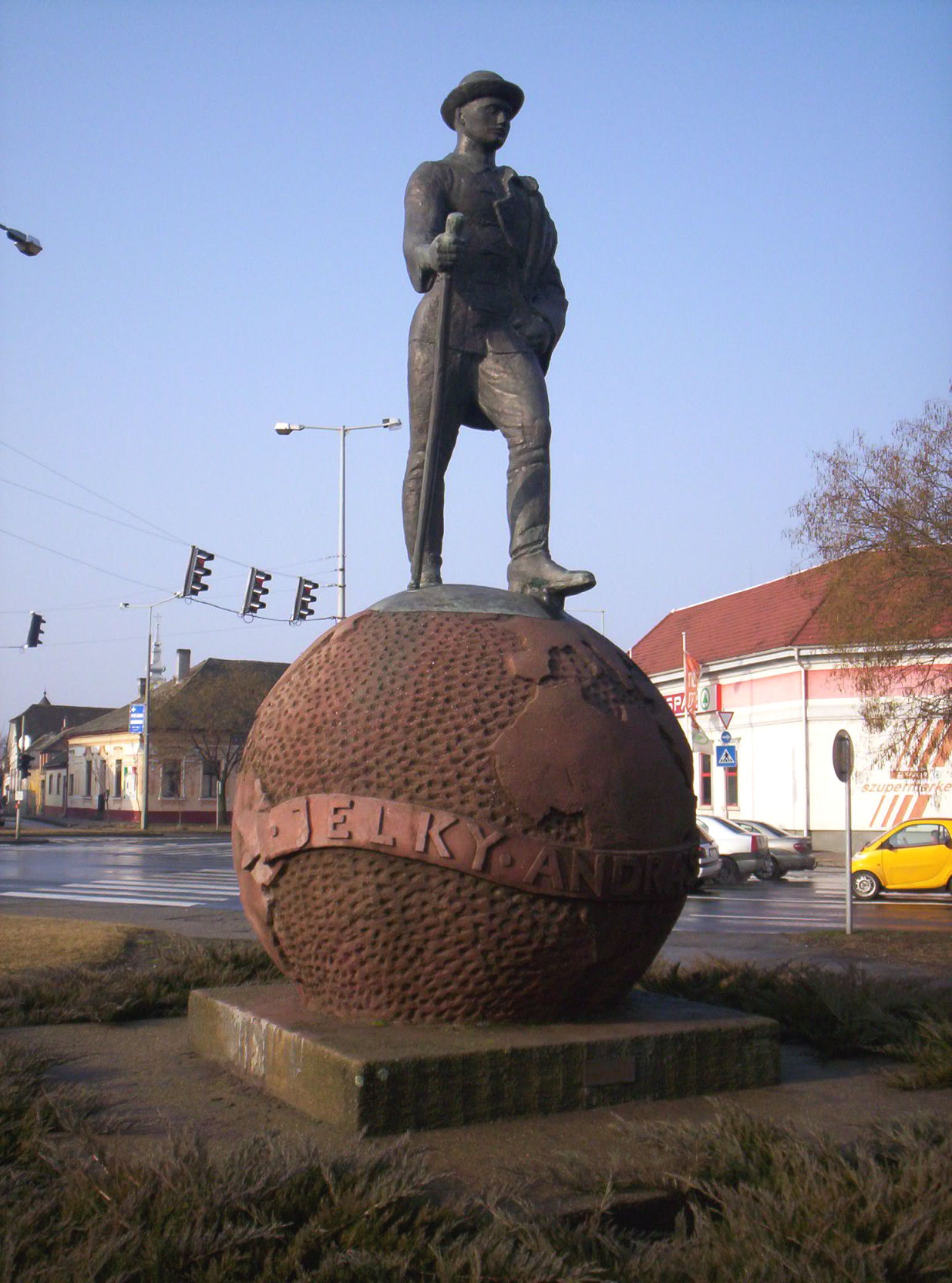
Medgyessy Ferenc: Jelky András szobra (Baja) (A földgömb Miskolczy Ferenc alkotása)

- Csohány Kálmán (1925–1980) grafikus
- Fejér Csaba (1936–2002) festő
- Kohán György (1910–1966) festő, grafikus
- Kurucz D. István (1914–1996) festő
- Medgyessy Ferenc (1881–1958) szobrász
- Németh József (1928–1994) festő
- Patay László (1932–2002) festő
- Szabó Iván (1913–1998) szobrász
- Szalay Ferenc (1931–2013) festő
- Szurcsik János (1931–) festő